# Teodósio II de Constantinopla
Teodósio II de Constantinopla (em grego: Θεοδόσιος Β΄), dito Cristianópulo (em grego: Χριστιανόπουλος; romaniz.: Christianópoulos), foi patriarca ecumênico de Constantinopla entre 1769 e 1773.

## História
Teodósio nasceu em Creta, onde seu pai era um frade superior. Depois de se mudar para Istambul, serviu como sincelo da Igreja de São Jorge, a principal igreja do Patriarcado. Posteriormente, foi eleito bispo de Ierisso e Monte Atos, onde serviu até 1767, quando foi nomeado bispo metropolitano de Tessalônica.
Em 11 de abril de 1769, foi eleito patriarca, numa época na qual os cristãos estavam sendo perseguidos depois do recuo das forças do Império Russo após o fracasso da Revolta de Orlov. Muitos foram ajudados pelos próprios russos seguindo as exortações do antigo patriarca Serafim II e de outros clérigos. Teodósio fez o que pôde para salvar os mosteiros de Monte Atos da demolição. Além disto, ele conseguiu a libertação de prisioneiros, deu apoio a escolas e mosteiros e, com a ajuda do patriarca de Jerusalém Sofrônio V, conseguiu manter a Terra Santa sob a jurisdição da Igreja Ortodoxa. Finalmente, Teodósio tentou encontrar uma solução conciliatória para a questão dos kollyvades de Monte Atos, um movimento conservador que lutava contra qualquer tentativa de modernização da igreja.
Finalmente Teodósio acabou sendo forçado a renunciar em 16 de novembro de 1773 por causa das maquinações do bispo metropolitano de Prousa, Melécio, e se retirou para o Mosteiro de Camariotissa  na ilha de Calce (Heibelíada), perto de Istambul. Em 1776, já completamente cego, Teodósio retornou para a capital, onde viveu até morrer.